# V873 Геркулеса
V873 Геркулеса (лат. V873 Herculis), HD 155118 — двойная звезда в созвездии Геркулеса на расстоянии приблизительно 778 световых лет (около 239 парсек) от Солнца. Видимая звёздная величина звезды — от +8,61m до +8,4m.
Открыта Марко Алуиджи в 1994 году**.

## Характеристики
Первый компонент — жёлто-белая пульсирующая переменная звезда типа Дельты Щита (DSCT:) спектрального класса F0IV-V, или F0, или F3m. Масса — около 1,5 солнечной, радиус — около 3,146 солнечного, светимость — около 11,5 солнечной. Эффективная температура — около 7165 K.
Второй компонент — красный карлик спектрального класса M. Масса — около 150,32 юпитерианской (0,1435 солнечной). Удалён в среднем на 1,883 а.е..